# Michal Babák
Michal Babák, MBA (* 27. června 1975) je český podnikatel a politik, od května 2010 do srpna 2013 poslanec Parlamentu České republiky za Jihomoravský kraj, v roce 2013 místopředseda Věcí veřejných, od února 2014 zastával pozici 1. místopředsedy strany Republika, v únoru 2015 se stal jejím předsedou.

## Vzdělání, profese a rodina
V roce 1993 odmaturoval na gymnáziu v Blansku. Patří mu společnost zabývající se poradenstvím především v oblasti daní a účetnictví. Má tři děti.

## Politická kariéra
Do Věcí veřejných vstoupil v roce 2009. Ve volbách do PSP ČR 2010 byl zvolen členem dolní komory českého parlamentu. Ve sněmovně působil ve třech výborech (kontrolním, rozpočtovém a petičním) a ve Stálé komisi pro kontrolu činnosti Vojenského zpravodajství. V komunálních volbách 2010 kandidoval z druhého místa kandidátky v Blansku, zvolen nebyl, stal se však prvním náhradníkem, neboť získal druhý nejvyšší počet preferenčních hlasů.

### Financování strany
V souvislosti s finanční aférou strany zjistil časopis Respekt, že obnos 6 milionů Kč, který Babák daroval Věcem veřejným, si dle svého vlastního tvrzení za tímto účelem vypůjčil od společnosti WCM CZ (v níž figuruje coby jednatel) a splácí jí je z výtěžku prodeje akcií společnosti, na jejíž jméno si údajně nevzpomíná. Možnost, že by v této kauze figuroval pouze jako prostředník někoho, kdo si přeje zůstat veřejnosti neznám, Babák rozhodně odmítl.
V přiznání majetku a příjmů při vstupu do Sněmovny Babák přiznal pouze měsíční příjem ve výši 200 000 Kč, vlastnictví tří nemovitostí (zatížených hypotékou) a automobilu, nikoliv akcií v hodnotě 30-40 milionů. Za prodej svých podílů ve společnostech MB consulting a Dark dog získal v letech 2006 a 2007 50 000 Kč, a 40 000 Kč. Později Babák uvedl, že má opci na koupi 15 % akcií auditorské společnosti Bene Factum, které chce obratem prodat za 40 milionů korun (v roce 2009 měla Bene Factum 11 zaměstnanců a zisk 60 tisíc korun). Za rok 2010 přiznal v povinném majetkovém přehledu výdělek 25 až 35 milionů korun za prodej akcií Bene Factum a za rok 2011 za ně inkasoval 11 milionů korun, přičemž podmínky opce a důkazy o tom, že akcie vlastnil a prodal, a komu, nejsou známé.

### Pozastavené členství
Po úniku informací v květnu 2011, které uváděly, že jsou jeho finanční transakce v rámci financování Věcí veřejných vyšetřovány Finančním analytickým útvarem Ministerstva financí, se rozhodl podat žádost o pozastavení členství ve straně. Předsednictvo tento návrh přijalo. Dne 30. srpna 2011 předsednictvo Věcí veřejných Babákovi členství ve straně obnovilo. Ve stejný den se poslanec stal účastníkem fyzického konfliktu, při kterém přišel o horní řezáky.

### Výroky v médiích
V diskusním pořadu Otázky Václava Moravce prohlásil 14. července 2013 v reakci na obsazení postu ministra financí Janem Fischerem, že "žádný Žid nemůže být pro státní pokladnu horší než pan Kalousek". Za tento výrok sklidil ostrou kritiku jak od politiků, tak od novinářů.

### Rezignace na místopředsedu VV
Dne 3. září 2013 rezignoval na post místopředsedy Věcí veřejných na protest proti rozhodnutí o spolupráci strany s hnutím Úsvit přímé demokracie senátora Tomia Okamury ve volbách do Poslanecké sněmovny PČR v říjnu 2013. Prosazoval, aby Věci veřejné kandidovaly samostatně.

### Založení strany Republika
V listopadu 2013 spoluzaložil novou stranu Republika, v únoru 2014 byl na její ustavující konferenci zvolen 1. místopředsedou. V komunálních volbách v roce 2014 kandidoval za stranu Republika (pod názvem Republika pro Prahu) do Zastupitelstva Hlavního města Prahy. Jakožto lídr kandidátky byl i kandidátem strany na post pražského primátora, ale neuspěl. V únoru 2015 byl na II. celostátní konferenci strany Republika zvolen jejím předsedou a nahradil tak Otto Chaloupku.